# Adenosinmonofosfat
Adenosinmonofosfat, även känd som 5'-adenylsyra och förkortas AMP, är en nukleotid som finns i RNA. Det är en ester mellan fosforsyra och nukleosiden adenosin. AMP består av en fosfatgrupp, sockerarten ribos och adenin. Som substituent har den formen av prefixet adenylyl-.
AMP spelar en viktig roll i många cellulära metaboliska processer, som omvandlas till ADP och/eller ATP. AMP är också en komponent i syntesen av RNA och finns i alla kända livsformer.

## Produktion och nedbrytning
AMP har inte den högenergifosfoanhydridbindning som är förknippad med ADP och ATP. AMP kan produceras från ADP:
2 ADP → ATP + AMP
Eller AMP kan produceras genom hydrolys av en högenergifosfatbindning av ADP:
ADP  +  H2O → AMP + Pi
AMP kan också bildas genom hydrolys av ATP till AMP och pyrofosfat:
ATP  +  H2O → AMP + PPi
När RNA bryts ner av levande organism bildas nukleosidmonofosfater, såsom adenosinmonofosfat.
AMP kan återskapas till ATP enligt följande:
AMP + ATP → 2 ADP (adenylatkinas i motsatt riktning)
ADP + Pi → ATP (detta steg utförs oftast i aerober av ATP-syntaset under oxidativ fosforylering)
AMP kan omvandlas till IMP av enzymet myoadenylatdeaminas, vilket frigör en ammoniakgrupp.
På katabolisk väg kan adenosinmonofosfat omvandlas till urinsyra, som utsöndras från kroppen hos däggdjur.

## Fysiologisk roll i reglering

### AMP-aktiverad kinasreglering
Det eukaryota cellenzymet 5 'adenosinmonofosfataktiverat proteinkinas, eller AMPK, använder AMP för homeostatiska energiprocesser under tider med hög cellulär energiförbrukning, såsom träning. Eftersom ATP-klyvning och motsvarande fosforyleringsreaktioner används i olika processer i hela kroppen som energikälla, är ATP-produktion nödvändig för att ytterligare skapa energi för dessa däggdjursceller. AMPK, som en cellulär energisensor, aktiveras av minskande nivåer av ATP, vilket naturligtvis åtföljs av ökande nivåer av ADP och AMP.
Även om fosforylering verkar vara huvudaktivatorn för AMPK, tyder vissa studier på att AMP är en allosterisk regulator samt en direkt agonist för AMPK. Dessutom tyder andra studier på att det höga förhållandet mellan AMP:ATP-nivåer i celler, snarare än bara AMP, aktiverar AMPK. Till exempel visade sig arterna Caenorhabditis elegans och Drosophila melanogaster och deras AMP-aktiverade kinaser ha aktiverats av AMP, medan arter av jäst och växtkinaser inte allosteriskt aktiverades av AMP.
AMP binder till ampk-γ-underenhet, vilket leder till aktivering av kinasen, och så småningom en kaskad av andra processer såsom aktivering av katabola vägar och hämning av anabola vägar för att regenerera ATP. Katabola mekanismer, som genererar ATP genom frisättning av energi från att bryta ner molekyler, aktiveras av AMPK-enzymet medan anabola mekanismer, som utnyttjar energi från ATP för att bilda produkter, hämmas. Även om γ-subenheten kan binda AMP/ADP/ATP, resulterar endast bindningen av AMP/ADP i en konformationsförskjutning av enzymproteinet. Denna varians i AMP/ADP kontra ATP-bindning leder till en förskjutning i defosforyleringstillståndet för enzymet. Defosforyleringen av AMPK genom olika proteinfosfataser inaktiverar helt katalytisk funktion. AMP/ADP skyddar AMPK från att inaktiveras genom att binda till γ-underenheten och upprätthålla defosforyleringstillståndet.

## cAMP
AMP kan också existera som en cyklisk struktur som kallas cykliskt AMP (eller cAMP). Inom vissa celler framställer enzymet adenylatcyklas cAMP från ATP, och vanligtvis regleras denna reaktion av hormoner som adrenalin eller glukagon. cAMP spelar en viktig roll i intracellulär signalering.